# Arvid Horn
Arvid Bernhard Horn af Ekebyholm (finnisch: Arvi Bernard Horn af Kanckas), (* 6. April 1664 in Vuorentaka, Finnland; † 17. April 1742 in Ekebyholm, Schweden) war von 1710 bis 1719 und von 1720 bis 1738 als Kanzleipräsident Vorsitzender des Reichsrates von Schweden. Er amtierte außerdem in den Jahren 1720, 1726 und 1731 als Landmarschall (Präsident) des Ständereichstages und war während der ersten Phase der „Freiheitszeit“ (1720–1772) der führende Politiker in Schweden. Arvid Horn gilt neben dem Engländer Robert Walpole als einer der ersten modernen Premierminister. 

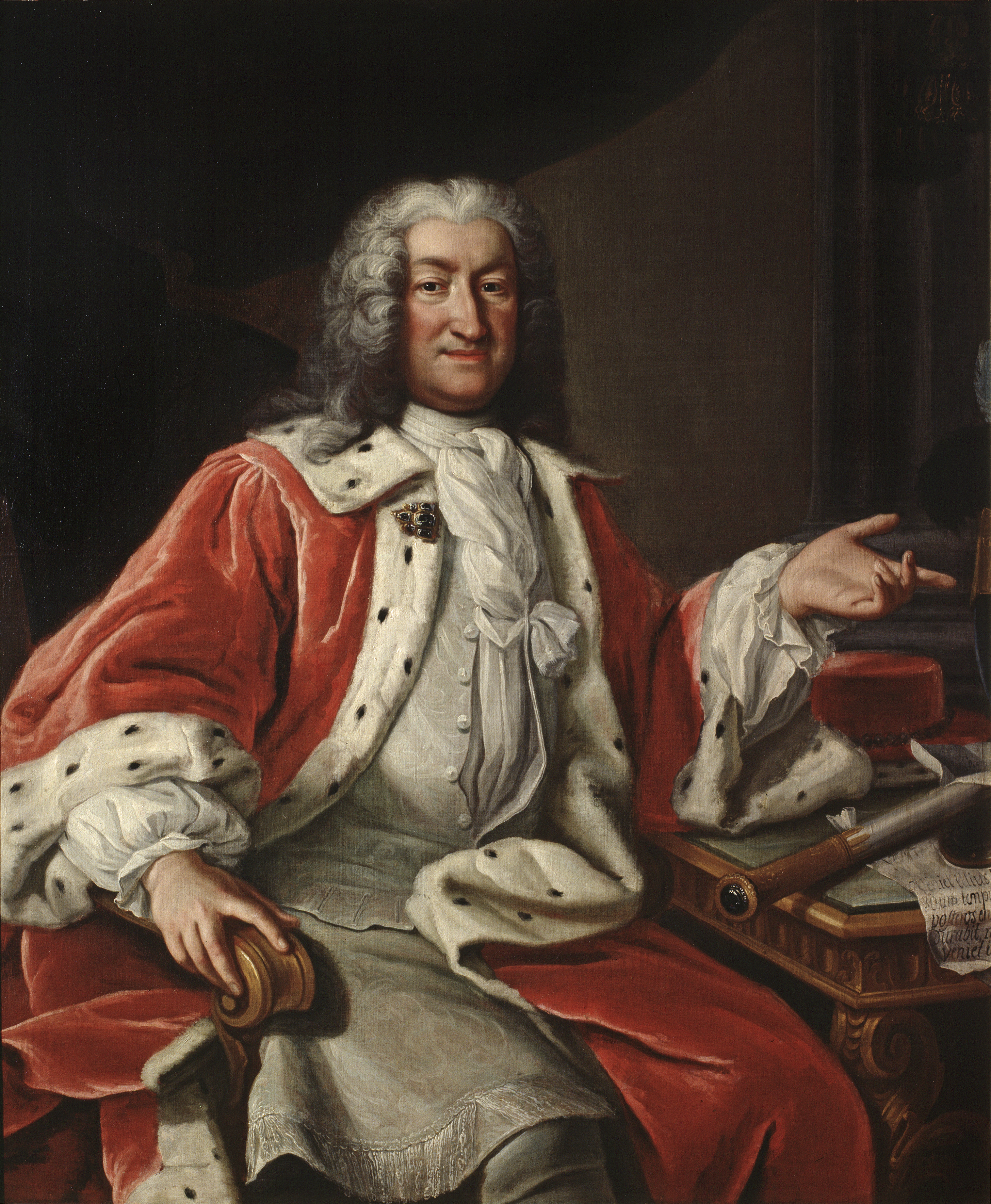
Arvid Horn, Porträt von Lorenz Pasch d. Ä. nach einem Original von Georg Engelhard Schröder (1684–1727)

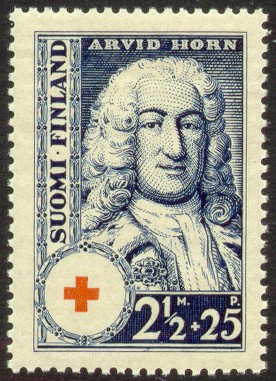
Finnische Briefmarke von 1936

## Leben

### 1664 bis 1704
Arvi(d) Bernhard Horn wurde als Sohn des Obersten Gustav Horn af Kanckas und dessen Ehefrau Anna Helena von Gertten in Vuorentaka (Finnland) geboren. Seine Eltern gehörten zu den einflussreichsten Familien Finnlands und Estlands. Ein bedeutender Angehöriger der weitverzweigten schwedisch-finnischen Familie Horn war der Feldherr Gustaf Horn (1599–1657).
Als junger Mann studierte Arvid Horn in Turku. Er trat 1682 aus wirtschaftlichen Gründen, aber vor allem um seine Karriere zu fördern, in die schwedische Armee ein und diente dann als Musketier in der königlichen Leibgarde. Später kämpfte er im Heer des Prinzen Eugen in Ungarn und seit 1690 unter Waldeck in Flandern.
Nach der Thronbesteigung Karls XII. stieg Horn rasch in der Gunst des jungen Königs auf und war mit diesem befreundet. Karl XII. übertrug ihm am 18. Juli 1700 die Baronie Ekebyholm und beauftragte ihn in den ersten Jahren des Großen Nordischen Krieges mit geheimen Missionen. Er hatte auch als Kapitänleutnant (im Rang eines Generalmajors) die oberste Stellung in der von Karl XII. selbst kommandierten Elitetruppe und Leibgarde der Trabanten. 1704 führte eine erfolgreiche Mission Horns zur Wahl von Stanislaus I. Leszczyński zum König von Polen und zur Absetzung des bisherigen Königs August II.

### 1705 bis 1719
Im Jahr 1705 wurde Arvid Horn Mitglied des schwedischen Reichsrates, 1706 folgte die Erhebung zum Grafen und die Ernennung zum Kanzler der Universität Pernau. 1707 übertrug ihm Karl XII. das Amt des Gouverneurs für dessen minderjährigen Neffen, Karl Friedrich, Herzog von Holstein-Gottorp (1700–1739). Schließlich folgte Horn 1710 den verstorbenen Amtsinhaber Nils Gyldenstolpe (1642–1709) als Kanzleipräsident des Reichsrates. Er erkannte 1713/14 die schwierige Situation Schwedens, vor allem war die Ernährung der Bevölkerung nicht gesichert, und forderte deswegen den König auf, den Krieg sofort zu beenden. Karl XII. entzog daraufhin seinem Kanzleipräsidenten Gunst und Vollmachten, so dass dieser von 1714 bis 1718 ohne Einfluss blieb.
Nach dem Tod des Königs († 11. Dezember 1718) überredete Arvid Horn Karls Schwester Ulrika Eleonora zur Thronfolge mit der Hoffnung, die Regierungsgeschäfte selbst wahrzunehmen. Die Königin beabsichtigte jedoch, die absolutistische Regierung ihres Bruders fortzuführen. Daraufhin trat Arvid Horn 1719 von seinem Amt als Kanzleipräsident des Reichsrates zurück.

### 1720 bis 1738
Nach dem im März 1720 erfolgten Rücktritt Ulrika Eleonaras wählte der Reichstag Friedrich von Hessen zu ihrem Nachfolger. Dieser bestätigte dann im April 1720, den erst seit wenigen Tagen amtierenden Landmarschall des Reichstages, Arvid Horn, zum neuen Kanzleipräsidenten des Reichsrates.
Der König von Schweden besaß während der „Freiheitszeit“ von 1720 bis 1772 keine wesentlichen Regierungsbefugnisse. Arvid Bernhard Horn bestimmte als Kanzleipräsident des Reichsrates von 1720 bis 1738 maßgeblich die Politik Schwedens.

#### Wirtschaftspolitik
Der Kanzleipräsident Horn betrieb eine merkantilistische Wirtschaftspolitik und begann den wirtschaftlichen Aufbau des Landes nach den Notjahren des Großen Nordischen Krieges voranzutreiben. Er senkte die Militärausgaben Schwedens drastisch und setzte die Abschaffung der Notmünze des Großen Nordischen Krieges durch.
1724 setzte er nach dem Vorbild des britischen Navigation Act von 1651 das „Produktplakat“ in Schweden durch. Das „Produktplakat“ legte fest, dass fremde Schiffe nur Waren, die aus ihren Heimatländern stammten, in schwedische Häfen bringen durften. Alle anderen Waren durften nur mit einheimischen Schiffen nach Schweden transportiert werden. Diese Regelungen richteten sich vor allem gegen britische und niederländische Handelsaktivitäten und bestimmten die schwedische Schifffahrt bis in die 1820er Jahre.
Des Weiteren förderte Horn traditionelle Wirtschaftszweige wie den Bergbau oder die Forstwirtschaft. Dadurch verhalf er Schweden zu einem schnellen Wiederaufbau. Der Export von Stangeneisen und Schnittholz füllte rasch die Kassen der Privatunternehmer und des Staates, der sich auch an zahlreichen Montan- und Forstunternehmen finanziell beteiligte. Die Erlöse der Eisenexporte, die rund 75 % aller Exporte Schwedens ausmachten, und die Einnahmen der florierenden Forstwirtschaft ermöglichten Horn den Wiederaufbau zahlreicher Städte und Dörfer in Norrland, die während des Großen Nordischen Krieges von russischen Truppen zerstört wurden. 
Weitere wichtige Maßnahmen zum Beleben der Wirtschaft waren die 1731 erfolgte Gründung der Ostindischen Kompanie in Göteborg, die den Seehandel mit Kaufleuten am Kap der Guten Hoffnung übernahm sowie den schwedischen Außenhandel mit Indien und China einleitete, und ein 1737 mit dem Osmanischen Reich abgeschlossener Handelsvertrag, der den schwedischen Mittelmeerhandel förderte.

#### Innenpolitik
Die Innenpolitik Horns bewegte sich in Kontinuität zur lutherischen Orthodoxie des 17. Jahrhunderts. 1726 erschien das „Konventikelplakat“, das private Gottesdienste verbot und sich gegen den voranschreitenden Pietismus wandte. 1734 gab die Regierung Horn ein Gesetzbuch heraus, in dem erstmals sämtliche mittelalterliche und frühneuzeitliche Gesetze systematisiert wurden. Dieses Gesetzbuch führte zur Rechtsvereinheitlichung in Schweden.
Im Jahre 1731 griff Arvid Horn die königliche Maitresse Hedvig Taube (* 1714; † 1744) persönlich an. Dies führte dazu, dass Friedrich I. Horn zunehmend misstraute und die Zusammenarbeit zwischen König und Kanzleipräsident sich immer schwieriger gestaltete. Horns innenpolitische Gegner konnten über Hedvig Taube, die Friedrich bis zu ihrem frühen Tod mehrere Kinder gebar und deswegen für diesen unantastbar blieb, immer häufiger die Protektion des Königs erlangen.

#### Außenpolitik
Die Friedensschlüsse, die den Großen Nordischen Krieg zwischen 1719 und 1721 beendeten, brachten Schweden erhebliche territoriale Verluste. So verlor Schweden Estland, Livland, Ingermanland, Kexholms län und einen Teil des südöstlichen Finnlands an Russland, das Stettiner Gebiet und Vorpommern südlich der Peene an Brandenburg sowie Bremen und Verden an Hannover.
Arvid Horn beendete daraufhin die bisherige schwedische Expansionspolitik. Er bemühte sich den Frieden zu erhalten, betrieb nur zaghaft eine antirussische Politik und orientierte sich vor allem nach England. 1734 gelang es Arvid Horn, ein Verteidigungsbündnis mit Dänemark auf fünfzehn Jahre abzuschließen.
Im Polnischen Erbfolgekrieg von 1733 bis 1735 bewahrte Horn die schwedische Neutralität.
Während Horns Regierung existierten zwei politische Gruppierungen, die sich im Wesentlichen in ihren außenpolitischen Vorstellungen unterschieden. Die „Mützenpartei“, die vorwiegend aus Politikern und Militärs der älteren Generation bestand, unterstützte die vorsichtige Außenpolitik Horns. Ihre Gegner, die „Partei der Hüte“ stammten aus einer jüngeren Generation von Staatsbeamten, Offizieren und Großkaufleuten und bekämpften Horns Friedenspolitik.
Die „Hüte“ orientierten sich außenpolitisch an Frankreich und strebten einen Revanchekrieg gegen Russland an. Sie entmachteten deswegen am 18. Dezember 1738 den Kriegsgegner Arvid Horn während einer Tagung des Reichstages.

### 1738 bis 1742
Schweden begann 1741 einen schlecht vorbereiteten Revanchekrieg gegen Russland zur Rückeroberung der verlorenen Provinzen. Die russischen Truppen besetzten Finnland und der im Jahr 1743 geschlossene Frieden von Åbo bestimmte die Abtretung weiterer Gebiete Südostfinnlands an Russland. Des Weiteren mussten sich die Schweden verpflichten, den prorussischen Adolf Friedrich von Gottorf zum Thronfolger zu ernennen. Das Angebot der russischen Zarin Elisabeth, ganz Finnland in das Zarenreich einzugliedern, lehnte die Mehrheit des finnländischen Adels ab. In den folgenden Jahrzehnten begann aber ein Teil des Adels diese Option als politische Alternative für Finnland zu erwägen.
Innenpolitisch führte der Krieg gegen Russland zu einem Bauernaufstand. Der sogenannte „Dal-Tanz“ (daladansen) erhob sich gegen die Rekrutierungen, richtete sich gegen die mit dem Krieg verbundenen Teuerungen und forderte die Einsetzung eines dänischen Thronkandidaten.
Seine letzten Lebensjahre verbrachte der politisch kaltgestellte ehemalige Kanzleipräsident auf seinen Anwesen in Ekebyholm. Arvid Bernhard Horn erlebte noch die außenpolitische Kehrtwende der „Hüte“ zur Expansionspolitik. Er verstarb jedoch während des Russlandkrieges am 17. April 1742 eines natürlichen Todes.

## Familie

### Herkunft
Großeltern väterlicherseits (Eheschließung am 29. Mai 1625 in Turku)
- Henrik Horn af Kanckas († 1629)
- Margareta Boje af Gennäs (* 6. März 1604; † 22. September 1668)

Großeltern mütterlicherseits (Eheschließung am 26. November 1634)
- Bernd von Gertten († 1665)
- Elisabeth Wachtmeister († 1691)

Eltern (Eheschließung 1660) 
- Gustav (Kustaa) Horn af Kanckas (* 1627; † 1673)
- Anna Helena von Gertten (* 1640; † 1709)

### Geschwister
- Anna Juliana Horn af Kanckas (* 15. März 1667; † 5. Februar 1753) heiratete am 22. Juli 1702 Adam Carl de la Gardie (* 1664; † 1721). Ihre einzige Tochter war Ebba Margareta de la Gardie (* 24. November 1704; † 10. September 1775).

- Bengt Johan Horn af Kanckas (* 1668; † 1701) heiratete 1695 Christina Elisabeth Galle († 1738). Sein einziger Sohn war Gustav Johan Horn af Kanckas (* 1696; † 1728).

### Ehen und Nachkommen
Arvid Horn war dreimal verheiratet:
- Am 24. Februar 1696 heiratete Arvid Horn in Stockholm Anna Beata Ehrenstéen (* 15. April 1669 in Stockholm; † 22. März 1703 in Riga), Tochter von Edvard Philipsson Ehrenstéen (* 25. Februar 1620; † 30. Juni 1686) und Catharina Wallia, Edle Wallenstedt (* 10. März 1627; † 25. Oktober 1719). Anna Beata hatte in ihrer Jugend eine gute Ausbildung in Den Haag erhalten und war sehr sprachkundig. Aus der Ehe entstammten zwei Söhne, die als Kleinkinder verstarben.

- 1705 schloss Horn seine zweite Ehe mit Inga Tornflycht (* um 1675; † 20. Februar 1708), Tochter von Olaf Hansson Törnflycht (* 5. April 1640; † 9. April 1713) und Margareta Andersen (* 1653; † 1727). Diese Ehe blieb kinderlos.

- 1711 trat Horn erneut in den Ehestand. Seine Ehefrau Margareta Gyllenstierna († 1740), Tochter des königlichen Rates Nils Karlsson Gyllenstierna (* 1648; † 1720, seit 1698 Generalgouverneur von Bremen und Verden) gebar ihm drei Kinder:
  - Nikolaus Gustav Horn af Ekebyholm (* 1712; † ?)
  - Eva Horn af Ekebyholm (* 1716; † 1790) wurde 1735 mit Axel von Löwen (* 1. November 1686; † 25. Juli 1772), Generalgouverneur von Schwedisch-Vorpommern, verheiratet.
  - Adam Horn (* 25. November 1717; † 24. Januar 1778) bestritt die militärische Laufbahn und kämpfte als General während des Pommernkrieges (1757–1762) gegen Brandenburg. Seit 1741 war er mit Anna Katharina Meijerfeldt verheiratet.

1798 starb die Linie Horn af Ekebyholm aus.